# Ільїн Володимир Васильович (футболіст)
Володимир Васильович Ільїн (рос. Владимир Васильевич Ильин, нар. 15 січня 1928, Коломна — пом. 17 липня 2009, Москва) — радянський футболіст, що грав на позиції нападника. По завершенні ігрової кар'єри — футбольний тренер. Майстер спорту (1965). Заслужений тренер РРФСР (1967).
Виступав, зокрема, за «Динамо» (Москва), з яким став триразовим чемпіоном СРСР, а також вигравав національний кубок та ставав найкращим бомбардиром чемпіонату. Також виступав за «Локомотив» (Харків) та «Динамо» (Кіров).

## Ігрова кар'єра
Вихованець клубної команди «Трактор» (Кіров), де перебував в евакуації в 1943–1944 роках.
1945 року виступав за «Локомотив» Харків.
З 1946 року грав у московському «Динамо», де провів основну частину кар'єри. Дебютував у складі москвичів 30 серпня 1946 року в матчі зі столичним «Спартаком». Володів здатністю передбачати розвиток атаки, уміло відкривався у штрафному майданчику суперників, володів сильними та точними ударами з обох ніг. Був найкориснішим гравцем «Динамо» в 1953–1956 роках. Не допустив жодного промаху при виконанні пенальті. Кілька років був найкращим бомбардиром команди і увійшов в десятку найкращих бомбардирів «Динамо» за всі роки. За цей час з командою став чемпіоном СРСР 1949, 1954 і 1955 років, другим призером чемпіонатів СРСР 1948, 1950 і 1956 років, третім призером чемпіонату 1952 року, володарем Кубка СРСР 1953 року, фіналістом Кубка 1949 і 1950 років, а також найкращим бомбардиром чемпіонату 1954 року — 11 голів (разом зі «спартаківцем» А. Ільїним та «торпедовцем» А. Сочнєвим).
В 1954–1956 роках грав у другій збірної СРСР.
Завершив професійну ігрову кар'єру у «Динамо» (Кіров), за яке виступав протягом 1958–1960 років, був капітаном команди. 1959 року в складі збірної Кіровської області став переможцем футбольного турніру Спартакіади народів РРФСР.

## Кар'єра тренера
Закінчив школу тренерів при Державному центральному інституті фізичної культури 1960 року. В 1961–1964 роках — старший тренер «Динамо» Брянськ.
З 1965 року працював у московському «Динамо»: 1965–1971 і 1975–1976 роки — тренер команди, 1972–1974 роки — адміністратор, 1977–1988 роки — тренер юнацьких та дитячих команд СДЮШОР «Динамо», 1989–2000 роки — тренер дитячих та юнацьких команд дитячо-юнацької спортивної школи «Динамо-3». Підготував для складу дубля Андрія Кобелєва, Андрія Чернишова, Равіля Сабітова.
Помер 17 липня 2009 року на 82-му році життя у місті Москва. Похований на Ніколо-Архангельському кладовищі столиці.

## Досягнення
- Чемпіонат СРСР:

Чемпіон (3) : 1949, 1954, 1955.
Другий призер (3) : 1948, 1950, 1956,
Третій призер (1) : 1952.
- Кубок СРСР:

Володар (1) : 1953.
Фіналіст (2) : 1949, 1950.
- Найкращий бомбардир чемпіонату СРСР: 1954 — 11 голів (разом з А. Ільїним та А. Сочнєвим).
- Входив у «список 33-х найкращих футболістів» (1954 р.).